# The Journey (Jessica Mauboy)
The Journey è l'album live di debutto della cantante australiana Jessica Mauboy, pubblicato il 24 febbraio 2007 dall'etichetta discografica Sony Music Australia in seguito alla partecipazione dell'artista alla quarta stagione dell'Australian Idol, nel 2006, nella quale s'è piazzata al secondo posto.
L'album contiene un CD e un DVD che includono alcune delle esibizioni live di Jessica Mauboy all'Idol. È entrato alla quarta posizione della classifica australiana, dalla quale è sceso in sei settimane. È stato infine certificato disco d'oro per avere venduto più di 35 000 copie in Australia.

## Tracce
CD
1. Walk Away - 1:43
2. Another Day in Paradise - 2:41
3. Impossible - 2:39
4. Together Again - 2:30
5. Beautiful - 2:13
6. On the Radio - 2:36
7. Butterfly - 2:20
8. Have You Ever? - 3:03
9. Karma - 2:13
10. To Sir, with Love - 2:50
11. Words - 3:19

DVD
1. Stickwitu - 1:49
2. Walk Away - 1:38
3. Beautiful - 2:02
4. Another Day in Paradise - 2:32
5. On the Radio - 2:31
6. Have You Ever - 2:46
7. What the World Needs Now - 3:51
8. Crazy in Love - 2:17
9. Words - 3:10
10. Butterfly - 2:09
11. Karma - 2:10
12. When You Believe - 2:40
13. To Sir, with Love - 2:41
14. Night of My Life - 3:28
15. Impossible - 2:22
16. Together Again - 2:28

## Classifiche
| Classifica (2007) | Posizione massima |
| ----------------- | ----------------- |
| Australia         | 4                 |